# Footscray JUST
El Footscray JUST fue un equipo de fútbol de Australia que jugó en la National Soccer League, la desaparecida primera división nacional, de la cual fue uno de los equipos fundadores.

## Historia
Fue fundado en el año 1950 en la ciudad de Melbourne por un grupo de inmigrantes de Yugoslavia por iniciativa de Ivan Kuketz, un empresario hotelero local y presidente del Brighton Soccer Club luego de ver el nivel de los futbolistas provenientes de Europa luego de finalizar la Segunda Guerra Mundial y fundó al equipo con el nombre Jugoslav United Soccer Teamcon Kuketz como su primer presidente, aunque el club adoptó el acrónimo JUST para simplificar el nombre.

### Primeros Años
Hizo su debut en la Victorian Division Three South en 1950. Tranquilamente logra el ascenso a la Victorian Division One luego de ser campeón de segunda división en 1951. JUST tuvo un exitoso año al lograr ganar la Dockerty Cup con victoria por 1–0 ante el Brighton. JUST luego falló en lograr el título de liga en 1952 y 1953 al terminar en tercer lugar en ambas ocasiones, y en quinto lugar en los siguientes tres años antes de ganar su primer título de liga en 1957 y terminar el dominio de las últimas cinco temporadas del Juventus. Al año siguiente el JUST cayó al intentar mantener el éxito en la nueva Victorian State League en la que terminó en décimo lugar, la peor participación del club desde su ingreso a la liga.

### 1961–1977
El JUST fue la entidad dominante luego de unirse con los de ascenddencia italiana Footscray Capri en 1961, por lo que el equipo pasa a llamarse Footscray Jugoslav United Soccer Team y localizados en la Reserva Schintler en Victoria, Australia. La llegada de Zvonimir "Rale" Rasic y Aleksandar Jagodić como nuevo entrenador en 1962 provocaron un impacto rápido logrando ganar la Victorian State League en y la Dockerty Cup en 1963 al vencer 4–2 al Marabyinong Polonia. Al año siguiente el JUST estuvo cerca de lograr el bicampeonato, que perdió por un punto ante el South Melbourne Hellas (empatado con el George Cross), y terminó subcampeón al perder 0-1 ante el Port Melbourne Slavia en la final de la Dockerty Cup de 1964.

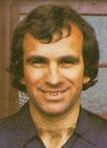
El que fuera capitán y leyenda del club Franko Micic que jugó en el Footscray J.U.S.T por 18 temporadas entre 1959–1977.

El club iba en la mitad de la tabla antes de finalizar la temporada de 1968 y finalizó en el undécimo lugar, la peor ubicación del clujb en una década. La crisis fue una advertencia para el entrenador Rale Rasić, quien llevó al JUST a ganar el campeonato de 1969 antes de dirigir a la selección nacional australiana al año siguiente. El JUST también llegó a la final de la Victorian State League Cup en 1969 pero fue derrotado. Al finalizar la década de los años 1960 marcó una era dorada en el club, y el JUST logra ser campeón de liga por cuarta ocasión en 1971. El club también llegó a la final de la Dockerty Cup de 1971 pero perdió 0-2 ante Juventus. El éxito en la liga fue creciendo al ganar su quinto título, y fue el último que ganó el club en 1973. El Plavi ganó la Victorian State League Cup en tres ocasiones consecutivas en 1974, 1975 y 1976. La última ocasión que ganó la Dockerty Cup fue en 1976 al vencer en la final 2–0 al Marabyinong Polonia.

### National Soccer League & Desaparición (1977–1990)

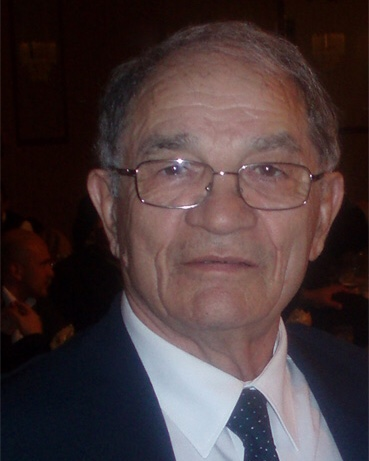
La leyenda del fútbol yugoslavo Dragoslav Šekularac entrenó al J.U.S.T en la final de conferencia de la National Soccer League de 1986.

En 1977 el JUST se convirtió en uno de los equipos fundadores de la National Soccer League en la que estuvo en casi todas las temporadas en la zona baja de la clasificación excepto en la de 1986, cuando perdió ante el Adelaide City en la gran final de la Conferencia Sur. En ese Footscray contrató a la leyenda del Red Star Belgrade Dragoslav Šekularac como jugador y entrenador, y con el llegó Vlada Stošić, quien ayudó a llevar al equipo de la parte baja de la clasificación a pelear por los primeros lugares.
Sin embargo, las pobres actuaciones regresaron en su última temporada como miembros de la NSL en 1989, luego de que el equipo cambiara su nombre por el de Melbourne City JUST y que la Reserva Schintler estuviera bajo varias remodelaciones, el club fue bajado a la Victoria State League con el equipo de Melbourne Heidelberg United FC al terminar en penúltimo lugar, en donde solo ganaron cinco partidos.
Su último partido en la NSL fue el 10 de julio de 1989 ante 1830 espectadores en la Reserva Schintler en un empate 1–1 ante el Sydney Olympic.
El club fue relegado de la Victorian State League Division 1 en 1990 luego de terminar en el lugar 15. El club posteriormente fue tomado por la comunidad argentina, dando por finalizado la histórica conexión Yugoslava/Serbia y el fin del original Footscray JUST.
El club fue tomado por el equipo subvietnamita Footscray City y el Melbourne City que jugarían en la Reserva Schintler, pero la dejaron vacante en 1994 y ahora es un almacén. (no tiene ninguna relación con el equipo de la A League del mismo nombre).

## Seguidores y Rivalidades
El club era seguido mayoritariamente por comunistas que llegaron e Melbourne. El JUST recibió un particular apoyo fuerte de la población de origen serbio, así como simpatizantes croatas y macedonios en torneo a ambas comunidades y establecieron equipos rivales. El JUST mantuvo relaciones con equipos de Sídney como SSC Yugal, al notar que sus rivales tenían vínculos con las autoridades comunistas yugoslavas y la UDBA. El club también incluía miembros de la comunidad australiana.
A través de la historia el JUST mantuvo una fuerte rivalidad con el Croatia, fundado en 1953 por inmigrantes croatas. La rivalidad tenía claras razones políticas mostradas por el nacionalismo croata y la libertad del comunismo.
También tuvo una rivalidad en menor medida con el Preston Makedonia, formado por otros miembros de ascendencia yugoslava. Fue fundado en 1947 por inmigrantes macedonios con un fuerte nacionalismo propio.

## Palmarés
- Victorian Division 1/ Victorian State League (5): 1957, 1963, 1969, 1971, 1973[9]
- Victorian Division 2 (1): 1951[4]
- Victorian Division 3 (South) (1): 1950[3]
- National Soccer League (Southern Conference): Finalists 1986[41]
- Dockerty Cup (3): 1951, 1963, 1976[23]
- Victorian State League Cup (3): 1974, 1975, 1976
- Victorian Ampol Night Soccer Cup (6): 1955, 1956, 1957, 1960, 1965, 1975[42]

## Temporadas

### NSL
| Temporada | J  | G  | E  | P  | GF | GC | Pts | Pos.             |
| --------- | -- | -- | -- | -- | -- | -- | --- | ---------------- |
| 1977      | 26 | 9  | 6  | 11 | 36 | 39 | 24  | 8.º de 14        |
| 1978      | 26 | 7  | 8  | 11 | 29 | 37 | 22  | 12.º de 14       |
| 1979      | 26 | 8  | 3  | 15 | 29 | 43 | 20  | 11.º de 14       |
| 1980      | 26 | 7  | 9  | 10 | 32 | 41 | 23  | 9.º de 14        |
| 1981      | 30 | 9  | 7  | 14 | 32 | 48 | 25  | 13.º de 16       |
| 1982      | 30 | 5  | 14 | 11 | 34 | 46 | 24  | 14.º de 16       |
| 1983      | 30 | 9  | 9  | 12 | 25 | 42 | 36  | 12.º de 16       |
| 1984      | 28 | 10 | 5  | 13 | 29 | 33 | 25  | 8.º de 12 (Sur)  |
| 1985      | 22 | 5  | 2  | 15 | 25 | 41 | 12  | 12.º de 12 (Sur) |
| 1986      | 22 | 10 | 8  | 4  | 29 | 27 | 28  | 2.º de 12 (Sur)  |
| 1987      | 24 | 7  | 8  | 9  | 17 | 27 | 22  | 11.º de 13       |
| 1988      | 26 | 7  | 9  | 10 | 34 | 32 | 23  | 10.º de 14       |
| 1989      | 26 | 5  | 8  | 13 | 24 | 37 | 18  | 13.º de 14       |

## Jugadores

### Jugadores destacados
| - Jim Milisavljevic - Angus Drennen - Minh Tri Vo - Billy Rice - Branko Buljevic - Doug Utjesenovic | - Peter Ollerton - Jamie Paton - Vlada Stošić - Oscar Crino - Gary van Egmond - Warren Spink | - Ernie Tapai - Frank Micic - Josip Picioane - Mehmet Duraković - Vlado Bozinovski - Brian O'Donnell |